# Privina Glava
Privina Glava (izvirno srbsko Привина Глава) je naselje v Srbiji, ki upravno spada pod Občino Šid; slednja pa je del Sremskega upravnega okraja.

## Demografija
V naselju živi 189 polnoletnih prebivalcev, pri čemer je njihova povprečna starost 44,4 let (43,4 pri moških in 45,4 pri ženskah). Naselje ima 74 gospodinjstev, pri čemer je povprečno število članov na gospodinjstvo 2,93.
To naselje je, glede na rezultate popisa iz leta 2002, večinoma srbsko.
|  |

| Demografija | Demografija     | Demografija     |
| Leto        | Št. prebivalcev | Št. prebivalcev |
| ----------- | --------------- | --------------- |
|             |                 |                 |
|             |                 |                 |
|             |                 |                 |
|             |                 |                 |
| 1948        | 319             |                 |
| 1953        | 301             |                 |
| 1961        | 275             |                 |
| 1971        | 232             |                 |
| 1981        | 202             |                 |
| 1991        | 165             | 163             |
| 2002        | 222             | 221             |
|             |                 |                 |

| Etnična sestava po popisu iz leta 2002 | Etnična sestava po popisu iz leta 2002 | Etnična sestava po popisu iz leta 2002 | Etnična sestava po popisu iz leta 2002 | Etnična sestava po popisu iz leta 2002 |
| -------------------------------------- | -------------------------------------- | -------------------------------------- | -------------------------------------- | -------------------------------------- |
| Srbi                                   | Srbi                                   |                                        | 201                                    | 90,95%                                 |
| Rusini                                 | Rusini                                 |                                        | 7                                      | 3,16%                                  |
| Hrvati                                 | Hrvati                                 |                                        | 4                                      | 1,80%                                  |
| Madžari                                | Madžari                                |                                        | 2                                      | 0,90%                                  |
| Jugoslovani                            | Jugoslovani                            |                                        | 2                                      | 0,90%                                  |
| Slovaki                                | Slovaki                                |                                        | 1                                      | 0,45%                                  |
| Rusi                                   | Rusi                                   |                                        | 1                                      | 0,45%                                  |
| Muslimani                              | Muslimani                              |                                        | 1                                      | 0,45%                                  |
| Neznano                                | Neznano                                |                                        | 2                                      | 0,90%                                  |